# Chó săn hươu Scotland
Chó săn hươu Scotland, còn được gọi với cái tên đơn giản hơn là Chó săn hươu, là một giống chó săn kích thước lớn, thuộc nhóm chó săn thị giác, từng được lai tạo để săn lùng Hươu đỏ bằng cách săn đuổi.

## Sức khỏe
Tuổi thọ: khảo sát sức khỏe của Hoa Kỳ là 8,4 cho con đực và 8,9 đối với con cái, cuộc khảo sát của Anh đặt mức trung bình là 8,3 và trung vị là 8,6. Các vấn đề sức khỏe nghiêm trọng mà giống chó này mắc phải bao gồm bệnh cơ tim; khối u xương ác tính; sưng tấy; Bệnh Xoắn dạ dày chướng hơi và xistin niệu. Chó săn giống như những con chó săn khác có đặc điểm giải phẫu và sinh lý duy nhất có thể do lựa chọn có chủ ý để săn bắn bằng tốc độ và tầm nhìn. Các nghiên cứu trong phòng thí nghiệm đã thiết lập các khoảng tham chiếu cho huyết học và hồ sơ sinh hóa huyết thanh ở các giống chó săn hươu, một trong số đó được chia sẻ bởi tất cả các giống chó trong nhóm này, một số trong đó có thể là duy nhất đối với giống chó này.

## Khác
Chó săn hươu Scotland cạnh tranh trên khắp nước Hoa Kỳ về hình dáng và việc thu hút việc săn đuổi, ở các bang mà nó là hợp pháp, chúng được sử dụng trong săn đuôi thỏ và cho săn bắn chó sói đồng cỏ. Chó săn hươu có thể thi thố về vấn đề vâng lời mặc dù ít nổi trội trong vấn đề này. Ít ra, chúng vẫn nổi trội hơn trong các bài kiểm tra về sự nhanh nhẹn hoặc trò chơi bắt bóng vì những cuộc thi này có lợi cho những giống chó co kích thước nhỏ, trọng lượng nhẹ và sải bước ngắn.